# Ночь театров
Ночь театров — ежегодная общегородская акция, приуроченная ко Всемирному дню театра. Изначально проводилась Департаментом культуры Москвы в ночь с 26 по 27 марта с 2013 года. Как и на других фестивалях «Ночь в музее», «Библионочь», «Ночь в парке», «Ночь музыки» и «Ночь искусств» вход на мероприятия бесплатный. Партнер акции — Союз театральных деятелей России.

## Хронология
В 2013 году акция «Ночь в театре» проводилась впервые, в 17 театрах Москвы были организованы различные мероприятия: встречи с режиссерами, экскурсии, открытые репетиции, лекции, тренинги и театральные концерты. Акция привлекла около 4 тысяч человек.
В 2014 году количество участников праздничной акции возросло — более 40 театров, в числе которых театр имени Станиславского и Немировича-Данченко и Московский драматический театр им. А. С. Пушкина. Мероприятие было приурочено к Году культуры в России.

Можно сказать, что акция «Ночь в театре» позволяет посетителям увидеть театральную кухню, почувствовать душу театра. Ведь то, что обычно видит зритель на сцене — это лишь вершина айсберга, вне поля зрения остается огромный труд режиссеров, декораторов, осветителей и других участников процесса. «Ночь в театре» приоткрывает завесу тайны и позволяет театралам лучше понять театр и полюбить его еще сильнее. Также за счет интересных нестандартных мероприятий акция привлекает новых зрителей, и я надеюсь, они вскоре тоже станут любителями и постоянными посетителями театров— бывший глава департамента культуры Москвы Сергей Капков
В 2015 году акция была посвящена 70-летию Победы в Великой Отечественной войне, театральные площадки подготовили специальную программу, посвященную этой дате. Участвовали 70 театров Москвы: Современник, Театр Сатиры, Театр на Малой Бронной и другие.
В 2016 году экскурсии за кулисы стали традиционными, программа мероприятий пополнилась открытыми показами, мастер-классами и премьерными показами спектаклей. Сама акция в этом году была посвящена мастерам закулисья, целью стало показать зрителям процесс создания спектаклей. Театры работали до 3 часов ночи.